# British Aircraft Cupid
Die British Aircraft Cupid, auch als B.A. 3 Cupid bezeichnet, war ein Leichtflugzeug des britischen Herstellers British Aircraft Manufacturing und der dritte vom Unternehmen gebaute Flugzeugtyp. Im Prinzip handelt es sich um eine verkleinerte, zweisitzige Version der British Aircraft Eagle.

## Geschichte
Klemm hatte mit der 1927 herausgebrachten Klemm Kl 25 ein leichtes Sportflugzeug entwickelt, das sich auch auf ausländischen Märkten gut verkaufte. Da das Flugzeug auch im Vereinigten Königreich zahlreiche Kunden fand, beschloss der für Großbritannien zuständige Händler Major E. F. Stephen den Aufbau eines Unternehmens zur Lizenzfertigung dieses Typs. Die British Klemm Aeroplane Company entwickelte aus der Klemm Kl 25 die British Klemm Swallow. Erste Eigenkonstruktion des Unternehmens war die von G. Handasyde entwickelte British Klemm Eagle. Das der Klemm Kl 32 ähnliche, allerdings mit einem Einziehfahrwerk ausgerüstete Flugzeug hatte seinen Erstflug zu Beginn des Jahres 1934. Das Flugzeug zielte vor allem auf den Markt der Sport- und Rekordflugzeuge. Da sich die Eagle durchaus gut verkaufte, beschloss die mittlerweile in British Aircraft Manufacturing umbenannte Firma eine leichtere Version für den Reise- und Trainingsflugzeugmarkt zu entwickeln. Die Cupid sollte auch die Swallow ablösen, die auf einer Konstruktion von Anfang der 1920er Jahre beruhte. Wie auch schon die Eagle, wurde auch die Cupid von George H. Handasyde entworfen.

## Konstruktion
Die Cupid war wie alle von British Aircraft Manufacturing gebauten Flugzeuge eine Holzkonstruktion. Das Flugzeug war als freitragender Tiefdecker ausgelegt. Die Tragflächen konnten nach hinten geklappt werden, um Platz beim Abstellen zu sparen und das Flugzeug leichter transportieren zu können. Außerdem wurde das Rangieren am Boden erleichtert. Als Motor kam ein de Havilland Gipsy Major mit einer Leistung von 130 PS (ca. 97 kW) zum Einsatz, ein Reihenmotor mit hängenden Zylindern. Im Gegensatz zur Eagle besaß die Cupid ein festes Fahrwerk. Dadurch lag die Maximalgeschwindigkeit um 13 Meilen pro Stunde niedriger als bei der Eagle mit gleicher Motorisierung. Das Fahrwerk war verkleidet. Das Flugzeug war für den Kunstflug zugelassen. Die Sitze waren nebeneinander angeordnet. Eine ähnliche Konfiguration wählte Friedrich Fecher im Jahr 1938 bei der Siebel Si 202 Hummel.

## Einsatz
Der Erstflug fand 1935 statt. Die Cupid bekam von allen Piloten, die sie fliegen durften, gut Kritiken, doch wurde letztendlich nur eine einzige Maschine gebaut. Das ursprünglich als G-ADLR zugelassene Flugzeug wurde von Charles Best gekauft und beim King’s Cup Jubilee Race 1935 von John Armour, dem damaligen Stallmeister des Prince of Wales, Edward Windsor geflogen. Schließlich wurde die Maschine im Folgejahr nach Südafrika verkauft, jedoch dort nie zugelassen.

## Technische Daten
| Kenngröße             | Daten                                                                              |
| --------------------- | ---------------------------------------------------------------------------------- |
| Besatzung             | 2                                                                                  |
| Länge                 | 7,11 m                                                                             |
| Spannweite            | 10,67 m                                                                            |
| Höhe                  | 1,98 m                                                                             |
| Leermasse             | 542 kg                                                                             |
| max. Startmasse       | 767 kg                                                                             |
| Höchstgeschwindigkeit | 240 km/h                                                                           |
| Reisegeschwindigkeit  | 217 km/h                                                                           |
| Triebwerk             | de Havilland Gipsy Major, hängender luftgekühlter Vierzylinder-Reihenmotor, 130 PS |